# Ansaru

Banner von Ansaru

Jama’atu Ansaril Muslimina fi Biladis Sudan (deutsch Vorhut für den Schutz der Muslime in Schwarzafrika, englisch Vanguard for the Protection of Muslims in Black Africa), besser bekannt als Ansaru ist eine jihaddistisch-islamistische nigerianische Terrororganisation und ist aufgrund strategischer Differenzen mit Boko Haram seit Januar 2012 eine eigene Gruppe.
Als Anführer von Ansaru gilt Abu Usmatul al-Ansari, der die Terrororganisation in Sokoto mit dem Kalifat von Sokoto Usman dan Fodio gründete. Ihre Taten interpretiert die Gruppe mit der Verteidigung des afrikanischen Kontinents.

## Unterschied zu Boko Haram
Ansaru teilt mit der Terroristengruppe Boko Haram die Salafisten-Ideologie, es gibt jedoch mehrere wichtige Unterschiede zwischen den beiden Gruppen. Während die Ziele von Boko Haram dazu neigen den Sturz der nigerianischen Regierung herbeizuführen, die sie beschuldigt, durch Inkompetenz, Korruption und einseitige Förderung der Interessen des ölreichen Südens dem mehrheitlich muslimischen Norden zu schaden, scheint Ansaru einen weitergehenden regionalen Schwerpunkt zu begünstigen.

## Entführungen
Erstmals machte Ansaru durch Entführungen zweier Ingenieure, einem Briten und Italiener, im Bundesstaat Kebbi im Mai 2011 auf sich aufmerksam. Es folgte am 19. Dezember 2012 die Entführung des französischen Ingenieurs Francis Collomp im Bundesstaat Katsina, bei der ein Polizist und ein Wachmann getötet wurden. Francis Collomp konnte im November 2013 entkommen. Danach erfolgte die Entführung des deutschen Bauingenieurs Edgar Raupach am 26. Januar 2012 in Kano. Er hatte für die im Auftrag des Mannheimer Baukonzerns Bilfinger Berger tätige nigerianische Firma Dantata and Sawoe Construction Company gearbeitet. Bei der Befreiungsaktion nigerianischer Spezialkräfte wurde er im Mai getötet.
Weitere Ausländer waren am 18. Februar 2013 vom Gelände der nigerianischen Partnerfirma Setraco Nigeria Limited der international agierenden Baufirma Setraco Group in Jama’are (Bauchi) in Nigeria verschleppt worden. Die Ausländer wurden dann am 10. März 2013 für tot erklärt.
In Bauchi gilt seit 2001 die Scharia, die durch islamische Gruppen eingeführt wurde und den Rang als Hauptquelle der Gesetzgebung (Rechtspositivismus) genießt.